# Môle Saint-Nicolas (ort)
Môle Saint-Nicolas är en ort i Haiti.   Den ligger i departementet Nord-Ouest, i den nordvästra delen av landet, 180 km nordväst om huvudstaden Port-au-Prince. Môle Saint-Nicolas ligger 8 meter över havet och antalet invånare är 3 224.
Terrängen runt Môle Saint-Nicolas är kuperad åt sydost, men åt nordväst är den platt. Havet är nära Môle Saint-Nicolas åt nordväst. Runt Môle Saint-Nicolas är det ganska tätbefolkat, med 155 invånare per kvadratkilometer. Närmaste större samhälle är Jean-Rabel, 19,9 km öster om Môle Saint-Nicolas. Omgivningarna runt Môle Saint-Nicolas är en mosaik av jordbruksmark och naturlig växtlighet.